# Gregory Dark
Gregory Dark (* 12. Juli 1957 in Los Angeles, Kalifornien als Gregory Hippolyte Brown) ist ein US-amerikanischer Filmregisseur, Filmproduzent und Drehbuchautor.

## Biografie
In den 1980ern und 1990ern arbeitete Gregory Dark im Pornofilmgenre und drehte zahlreiche Hardcore- und Softcore-Filme. Er gilt als einer der wichtigsten Vertreter des Alt-porn-Genres. Anfang der 1990er drehte er einige erotische B-Movies. Anschließend gründete er 1995 seine eigene Firma unter dem Namen Dark Works. Im gleichen Jahr wurde er in die XRCO Hall of Fame aufgenommen und erhielt 1996 den Preis als „Director of the Year“.
Nach einigen kleineren Filmproduktionen versuchte er sich seit 1998 an Musikvideos für beispielsweise Britney Spears, Linkin Park und Xzibit. Für sein Video zu Cherry Poppin’ Daddies’ Lied Zoot Suit Riot wurde die Gruppe für die MTV Video Music Awards 1998 als „Best New Artist in a Video“ nominiert. Der Preis ging aber schließlich an Natalie Imbruglia mit ihrem Video zu Torn.
2006 konnte er mit dem Film See No Evil seine erste Arbeit für ein Major-Label veröffentlichen. Der harte Horrorfilm mit dem Wrestling-Star Glenn Jacobs (Kane) entstand als Zusammenarbeit zwischen den  WWE Studios und Lions Gate Entertainment.

## Filmografie (Auswahl)

### Spielfilme
- 1985: New Wave Hookers
- 1985: Black Throat
- 1986: The Devil in Miss Jones 3: A New Beginning
- 1986: The Devil in Miss Jones 4: The Final Outrage
- 1988: Tote leben länger (Dead Man Walking)
- 1988: Ryder (Street Asylum)
- 1991: Gefährliche Begierde (Carnal Crimes)
- 1992: Animal Crimes (Animal Instincts)
- 1992: Spiele mit dem Feuer (Mirror Images)
- 1993: Die dunkle Macht der Leidenschaft (Body of Influence)
- 1993: Secret Games – Verbotene Reize (Secret Games II (The Escort))
- 1993: Sins of the Night – Gefährtin der Nacht (Sins of the Night)
- 1995: The Devil in Miss Jones 5: The Inferno
- 1997: William X (The Psychosexuals)
- 1997: Oz (Fernsehserie)
- 1998: The Profession (Fernsehserie)
- 1999: Making the Video (Fernsehserie)
- 2006: See No Evil

### Musikvideos
- 1998: Cherry Poppin’ Daddies – Zoot Suit Riot
- 1998: Ice Cube – Fuck Dying und Pushin’ Weight
- 2000: Britney Spears – From the Bottom of My Broken Heart
- 2000: Linkin Park – One Step Closer
- 2001: The Calling – Wherever You Will Go
- 2002: A*Teens – Cant’ Help Falling in Love
- 2002: Disturbed – M.O.L.
- 2003: Stone Sour – Bother
- 2003: Stone Sour – Inhale (mit Corey Taylor)